# Stabbing Westward (Leander Kills)
A Stabbing Westward a magyar Leander Kills együttes angol nyelvű mini-albuma, amely 2017. június 9-én jelent meg. A lemezre a Híd, a Madár és az Élet című dalaik mellett a Silent Próbateremben élőben előadott Csak Te és Viharom tavaszom dalok angol nyelvű változatai kerültek fel, bónuszként pedig Lady Gaga Bad Romance című világslágerének metalverziója.

## Az album dalai
| #  | Cím                                        | Hossz |
| -- | ------------------------------------------ | ----- |
| 1. | Bridge                                     | 4:40  |
| 2. | Bird                                       | 4:04  |
| 3. | Live Before You Die                        | 3:00  |
| 4. | Bound to Belong (Live)                     | 4:21  |
| 5. | My Spring My Storm (Live)                  | 3:31  |
| 6. | Bad Romance (Live) (Lady Gaga-feldolgozás) | 4:59  |

## Közreműködők
- Köteles Leander – ének, basszusgitár, zongora
- Czifra Miklós – gitár
- Bodor Máté – gitár (stúdiófelvételek)
- Vermes András – gitár (élő felvételek)
- Jankai Valentin – dobok